# فرانسیس هسلبین
فرانسیس هسلبین (انگلیسی: Frances Hesselbein؛ ۱ نوامبر ۱۹۱۵ – ۱۱ دسامبر ۲۰۲۲) تاجر و نویسنده آمریکایی بود. او بین سال‌های ۱۹۷۶ تا ۱۹۹۰ به عنوان مدیر عامل سازمان پیشاهنگی دختران ایالات متحده آمریکا فعالیت کرد همچنین ریاست و مدیر عاملی بنیاد مدیریت و رهبری فرانسیس هسلبین و حضور در دانشکده تحصیلات تکمیلی امور عمومی و بین‌الملل دانشگاه پیتسبورگ (GSPIA)، مؤسسه جانسون را برعهده داشته‌است.
هسلبین در سال ۱۹۹۸، مدال آزادی ریاست جمهوری را به جهت همکاری با سازمان دختران پیشاهنگ ایالات متحده دریافت کرد. او در نوامبر ۲۰۱۵ صدساله شد.
هسلبین در سال ۲۰۰۰ برنده جایزه میراث پیت از دانشگاه پیتسبرگ شد. او دارای ۲۲ دکتری افتخاری است.